# Stefan Haubrich
Stefan Haubrich (* 1. August 1942 in Ernerstinovo; † 2022) war ein Boxtrainer. Unter anderem war er Chef-Trainer der DDR-Nachwuchsnationalmannschaft sowie Bundestrainer des Deutschen Boxsport-Verbandes.

## Leben
Stefan Haubrich kam am 1. August 1942 in Ernerstinovo zur Welt. Als aktiver Boxer bestritt er 102 Kämpfe, wovon er 75 gewinnen konnte. Sein größter Erfolg war die DDR-Vizemeisterschaft im Juniorenbereich 1960. Er startete für die Sportgemeinschaften Aufbau Prenzlau und TSC Berlin.
Nach seinem erfolgreichen Studium an der Deutschen Hochschule für Körperkultur in Leipzig wurde er 1968 Trainer. Er begann als Trainer beim SC Leipzig bis 1973, wo er daraufhin zum SC Chemie Halle wechselte. Von 1975 an
Im Jahr 1978 übernahm Haubrich von Günter Debert dann die Funktion als Verbandstrainer und Chef-Trainer der DDR-Juniorennationalmannschaft. In dieser Zeit betreute er bis zur Wende 11 Junioren-Europameister und 7 Junioren-Weltmeister.
Nach der Wende war er ab 1991 Bundeshonorar-Trainer für den DBV und Leistungssportkoordinator im Nachwuchsbereich. Nach kurzer Zeit wurde er dann zum Nachwuchs-Bundestrainer ernannt und war mit Dieter Wemhöner für die Junioren-Nationalmannschaft von Deutschland zuständig. Bis 1997 konnten unter Haubrich die Boxer Lutz Brors und Jürgen Brähmer den Juniorenweltmeistertitel erringen und Steven Küchler, Frank Brennführer und Maik Kulbe Junioreneuropameister werden. Nachdem Ulli Wegner zu den Profis gewechselt war, übernahm Haubrich dessen Stelle als Bundesstützpunkt-Trainer am Leistungszentrum in Berlin. Er trainierte bis zum Jahr 2001 die Berliner Bundeskader.
Nach seiner Zeit beim Deutschen Boxsport-Verband nahm Stefan Haubrich eine Stelle als Chef-Bundestrainer in Österreich an und trainierte die Boxer bis zu den Olympischen Spielen 2008.
Stefan Haubrich starb im Jahr 2022.